# Gonomyia toraja
Gonomyia toraja är en tvåvingeart som beskrevs av Alexander 1935. Gonomyia toraja ingår i släktet Gonomyia och familjen småharkrankar. Inga underarter finns listade i Catalogue of Life.